# Blonville-sur-Mer
Blonville-sur-Mer est une commune française, située dans le département du Calvados et dans la région Normandie, peuplée de 1 585 habitants (les Blonvillais).

## Géographie
Station balnéaire, Blonville-sur-Mer est baignée par la Manche, au pied du mont Canisy, colline augeronne surplombée par un ouvrage du mur de l'Atlantique. Son bourg est à 4 km au sud-ouest de Deauville, à 15 km au nord-ouest de Pont-l'Évêque et à 15 km au nord-est de Dives-sur-Mer.
Le marais de Blonville-Villers réserve naturelle s'étendant sur 120 ha, constitue un atout important pour Blonville et reçoit les eaux de pluie des communes voisines avant d'être déversées à la mer. Ainsi la commune comprend des terres agricoles en campagne et une zone urbanisée en bord de mer.
La beauté de sa plage de sable fin et son caractère familial lui a donné au début du XXe siècle le surnom de « Paradis des enfants »[réf. nécessaire]. À proximité du célèbre Deauville, Blonville est une destination prisée par certaines personnalités pour son authenticité et sa tranquillité[réf. nécessaire].
Blonville-sur-Mer se situe sur la ligne SNCF Deauville - Dives-sur-Mer. La gare est également celle de Benerville-sur-Mer.
| Mer de la Manche | Mer de la Manche  | Benerville-sur-Mer           |
| Villers-sur-Mer  | Blonville-sur-Mer | Benerville-sur-Mer, Vauville |
| Villers-sur-Mer  | Saint-Pierre-Azif | Vauville                     |

### Hydrographie
La commune est située dans le bassin Seine-Normandie. Elle est drainée par le ruisseau du Vaunoy, le ruisseau de Saint-Vaast, le canal 01 du Lieu Mallet, le canal 01 du Marais de Blonville, le canal 02 du Marais de Blonville, le cours d'eau 01 de la commune de Blonville-sur-Mer, le fossé 02 de la commune de Blonville-sur-Mer, le cours d'eau 03 de la commune de Blonville-sur-Mer, le cours d'eau 01 du Lieu Mallet, le canal 01 du Hameau Goblin, le canal 02 du Hameau Goblin, le canal 03 du Marais de Blonville et un autre petit cours d'eau,.

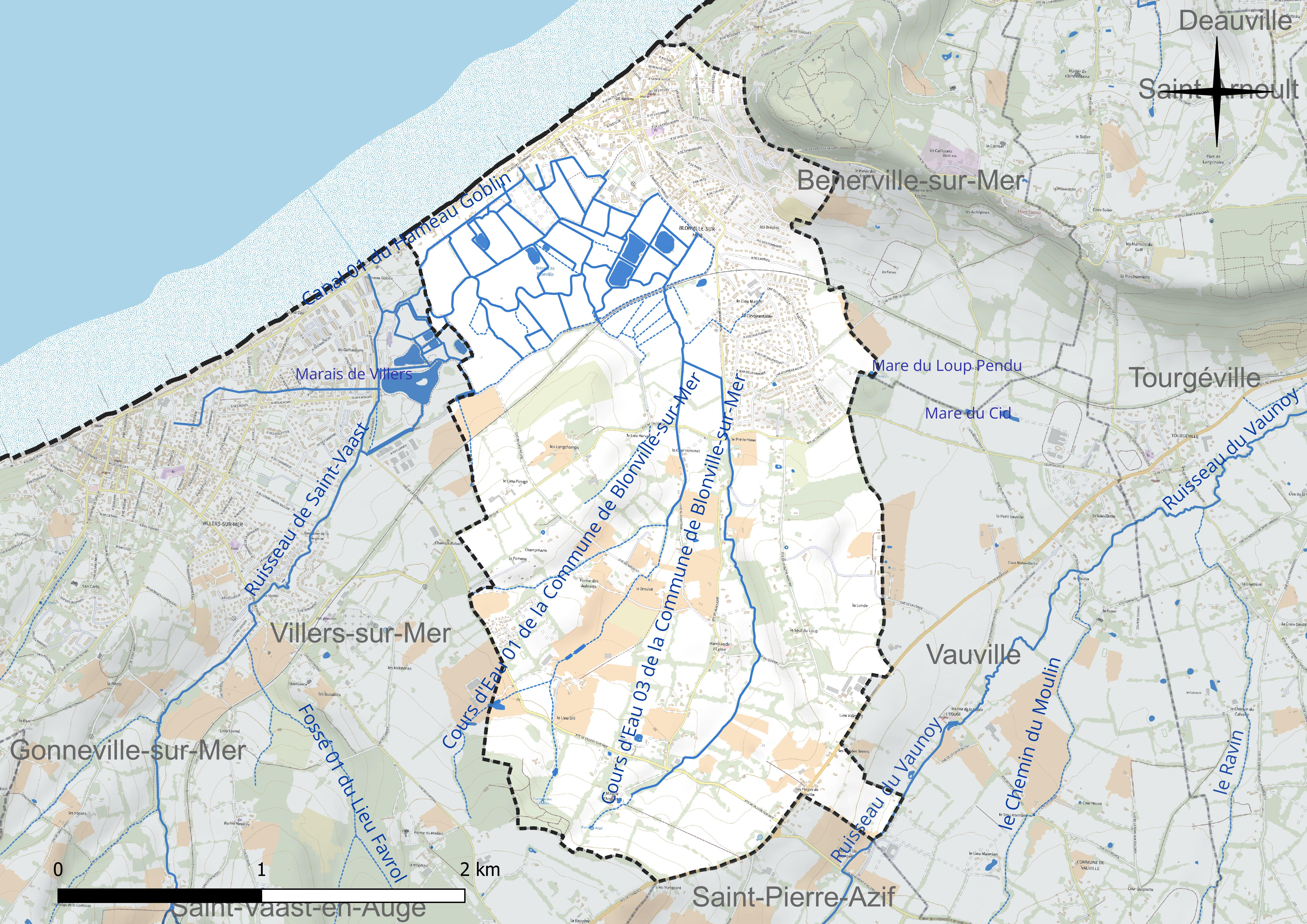
Réseau hydrographique de Blonville-sur-Mer.

Un plan d'eau complète le réseau hydrographique : la mare du Loup Pendu, d'une superficie totale de 0,1 ha (0,1 ha sur la commune),.

### Climat
Pour des articles plus généraux, voir Climat de la Normandie et Climat du Calvados.
En 2010, le climat de la commune est de type climat océanique altéré, selon une étude du CNRS s'appuyant sur une série de données couvrant la période 1971-2000. En 2020, Météo-France publie une typologie des climats de la France métropolitaine dans laquelle la commune est exposée à un climat océanique et est dans la région climatique Côtes de la Manche orientale, caractérisée par un faible ensoleillement (1 550 h/an) ; forte humidité de l'air (plus de 20 h/jour avec humidité relative > 80 % en hiver), vents forts fréquents. Parallèlement le GIEC normand, un groupe régional d'experts sur le climat, différencie quant à lui, dans une étude de 2020, trois grands types de climats pour la région Normandie, nuancés à une échelle plus fine par les facteurs géographiques locaux. La commune est, selon ce zonage, exposée à un « climat contrasté des collines », correspondant au Pays d'Auge, Lieuvin et Roumois, moins directement soumis aux flux océaniques et connaissant toutefois des précipitations assez marquées en raison des reliefs collinaires qui favorisent leur formation.
Pour la période 1971-2000, la température annuelle moyenne est de 10,7 °C, avec  une amplitude thermique annuelle de 12,2 °C. Le cumul annuel moyen de précipitations est de 767 mm, avec 12,1 jours de précipitations en janvier et 8 jours en juillet. Pour la période 1991-2020, la température moyenne annuelle observée sur la station météorologique la plus proche, située sur la commune de Deauville à 4 km à vol d'oiseau, est de 0,0 °C et le cumul annuel moyen de précipitations est de 0,0 mm. Pour l'avenir, les paramètres climatiques de la commune estimés pour 2050 selon différents scénarios d'émission de gaz à effet de serre sont consultables sur un site dédié publié par Météo-France en novembre 2022.

## Urbanisme

### Typologie
Au 1er janvier 2024, Blonville-sur-Mer est catégorisée bourg rural, selon la nouvelle grille communale de densité à 7 niveaux définie par l'Insee en 2022.
Elle appartient à l'unité urbaine de Dives-sur-Mer, une agglomération intra-départementale dont elle est une commune de la banlieue,. Par ailleurs la commune fait partie de l'aire d'attraction de Trouville-sur-Mer, dont elle est une commune de la couronne,. Cette aire, qui regroupe 35 communes, est catégorisée dans les aires de moins de 50 000 habitants,.
La commune, bordée par la baie de Seine, est également une commune littorale au sens de la loi du 3 janvier 1986, dite loi littoral. Des dispositions spécifiques d'urbanisme s'y appliquent dès lors afin de préserver les espaces naturels, les sites, les paysages et l'équilibre écologique du littoral, tel le principe d'inconstructibilité, en dehors des espaces urbanisés, sur la bande littorale des 100 mètres, ou plus si le plan local d'urbanisme le prévoit.

### Occupation des sols
L'occupation des sols de la commune, telle qu'elle ressort de la base de données européenne d'occupation biophysique des sols Corine Land Cover (CLC), est marquée par l'importance des territoires agricoles (78,5 % en 2018), en diminution par rapport à 1990 (84,2 %). La répartition détaillée en 2018 est la suivante : 
prairies (54,1 %), zones urbanisées (21,5 %), zones agricoles hétérogènes (20 %), terres arables (4,5 %). L'évolution de l'occupation des sols de la commune et de ses infrastructures peut être observée sur les différentes représentations cartographiques du territoire : la carte de Cassini (XVIIIe siècle), la carte d'état-major (1820-1866) et les cartes ou photos aériennes de l'IGN pour la période actuelle (1950 à aujourd'hui).

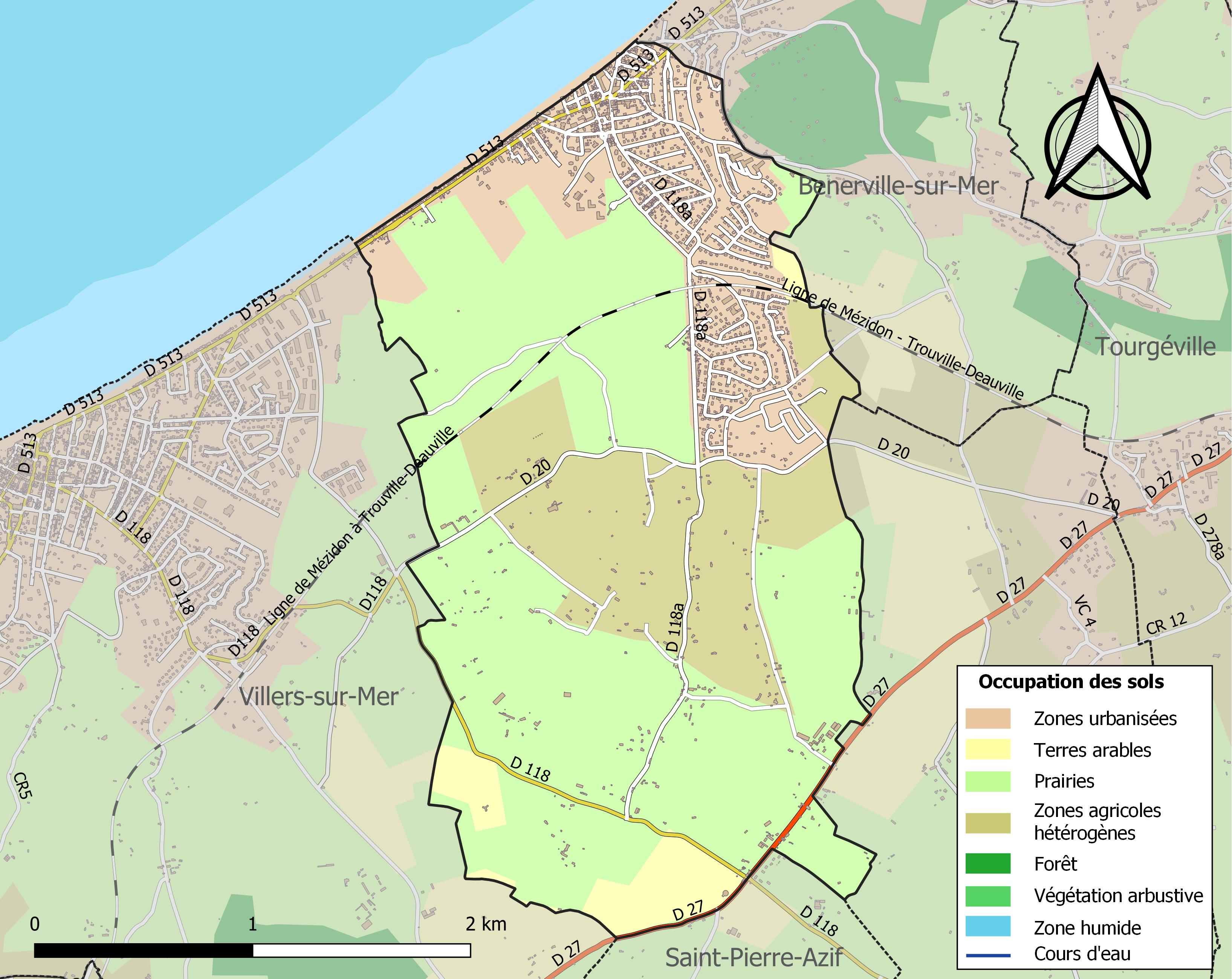
Carte des infrastructures et de l'occupation des sols de la commune en 2018 (CLC).

## Toponymie
Le nom de la localité est attesté sous la forme Blunvilla en 1108 et Blondivilla en 1190
Il s'agit d'une formation toponymique médiévale en -ville au sens ancien de « domaine rural ».
Le premier élément Blon- représente un anthroponyme conformément au cas général,,. Les formes anciennes de 1108 et de 1190 incitent à reconnaître à priori le nom de personne scandinave Blund,. En réalité, il s'agirait d'un surnom basé sur le mot blundr signifiant « assoupissement, sommeil », le nom de personne vieux norrois *Blundr (vieux danois *Blund) ne semblant pas être attesté formellement,. Il existe une autre explication reposant sur le nom de personne issu du germanique continental Billunc, bien attesté,, mais aucune forme ancienne ne soutient la présence d'un i ou d'un c, il s'agit juste d'une possible évolution phonétique dont le résultat peut être *Blunville (Blunvilla 1108). Cependant la forme latinisée Blundi- de 1190 avec un [d] bien articulé exclut cette possibilité.
Le déterminant complémentaire sur-Mer a été ajouté en 1906.

## Histoire

### Les guerres à Blonville
Du passé historique, il reste en particulier les vestiges de la Seconde Guerre mondiale avec notamment le mont Canisy. De la résistance aux anglais lors de la guerre de Cent Ans à la résistance de la dernière guerre mondiale, Blonville citée à l'armée a su rester digne et normande. Une plaque dans le hall de la mairie rappelle que Blonville a reçu la croix de guerre 1939-1945 :

« Citation à l'ordre du régiment du 11 novembre :
Village qui eut pendant l'occupation une attitude très digne. Donna asile en 1944 à un groupe de parachutistes britanniques, isolés, loin derrière les lignes ennemies et assura leur salut et leur retour dans les lignes alliées. »

### «Blonville-Terre»
Autrefois le cœur de la commune était en campagne, notamment aux Forges où se trouve l'ancienne mairie. On surnomme cette partie de la commune « Blonville-Terre ». L'église d'origine, Notre-Dame-de-la-Visitation, âgée de huit siècles, en est proche. À l'époque, l'activité était quasi exclusivement tournée vers l'agriculture avec de nombreuses fermes.

### «Blonville-Mer»

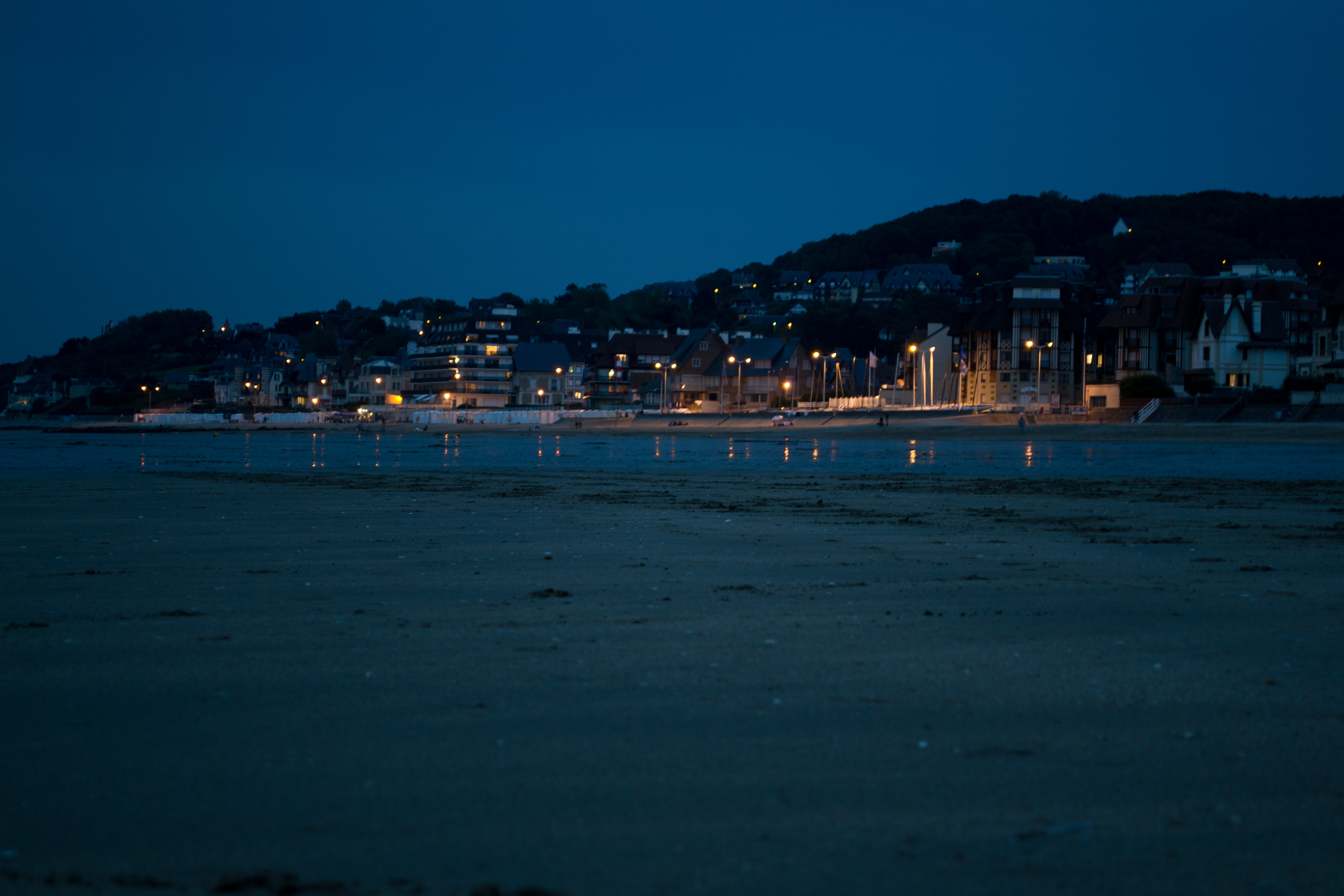

Avec l'arrivée du tourisme aristocratique et de la Belle Époque, Blonville s'est développée principalement en bord de mer. La mairie a été transférée dans le nouveau bourg en 1935. L'école a suivi par la suite. De nombreuses villas ont été construites, un casino (détruit lors d'un incendie) a été bâti en front de mer ainsi qu'un hôtel de luxe face à la mer : le Grand-hôtel de Blonville dont la première configuration à quatre étages a été détruite dans les années 1970 pour laisser place à un bâtiment mêlant structure hôtelière et appartements privés. Le Grand-hôtel était alors plus grand et moderne, doté notamment d'un restaurant panoramique au dernier étage et d'une grande piscine couverte au rez-de-chaussée avec un bar. Aujourd'hui l'intégralité de l'établissement est constitué d'appartements.

## Politique et administration

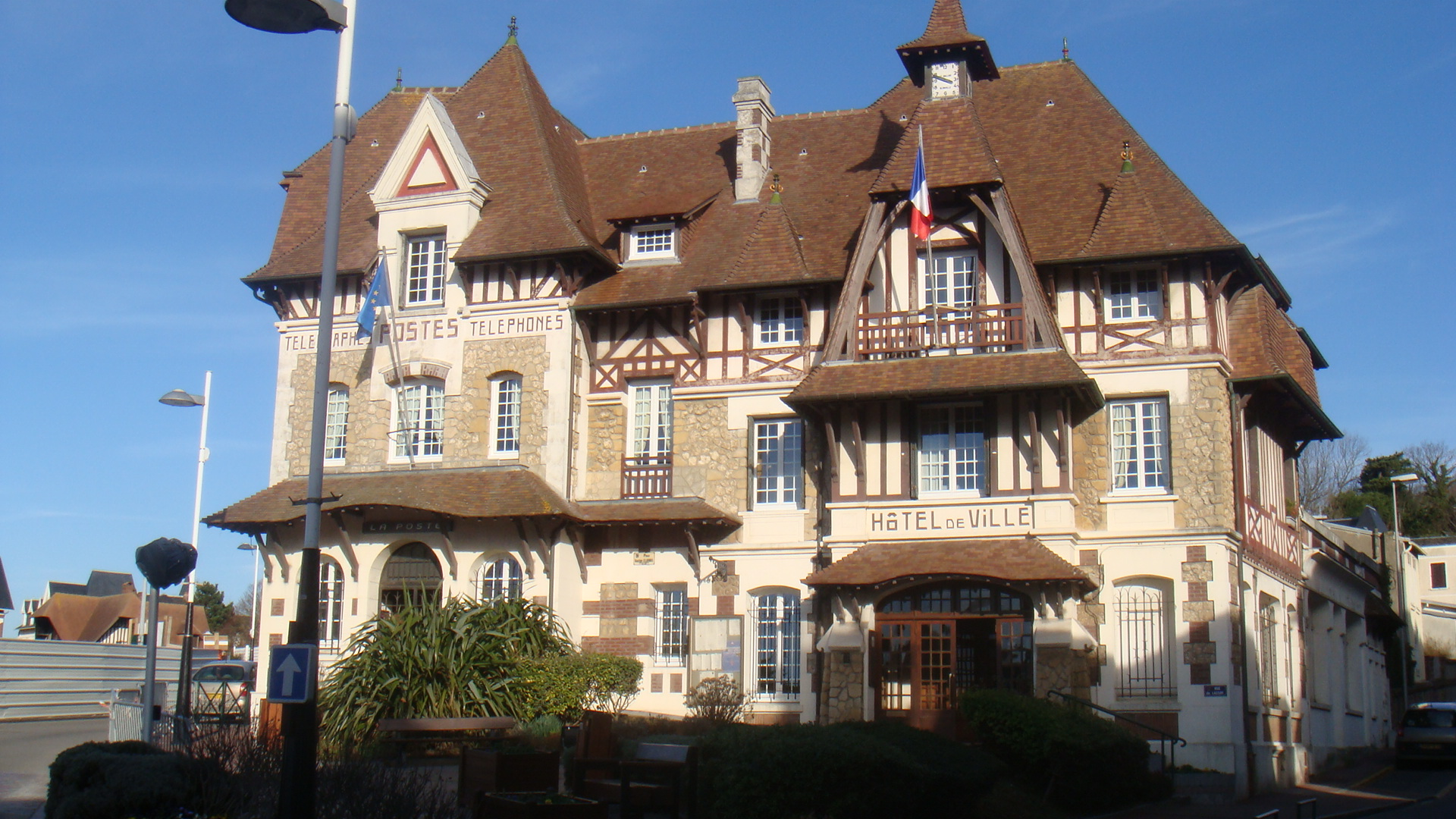
L'hôtel de ville en 2008.

Les maires de Blonville sont réputés « sans étiquette », pour autant Blonville a toujours largement voté à droite aux élections locales ou nationales. Nicolas Sarkozy a obtenu 71,90 % des voix en 2007. François Fillon est quant à lui arrivé en tête du second tour de la primaire de la droite de 2016 avec un score de 81,32%. Le conseil municipal est composé de dix-neuf membres dont le maire et cinq adjoints.
Blonville-sur-Mer fait partie du canton de Pont-l'Évêque. La commune était auparavant dans l'ancien canton de Trouville-sur-Mer, supprimé en 2015. Le député de la circonscription est Christophe Blanchet.

## Démographie
L'évolution du nombre d'habitants est connue à travers les recensements de la population effectués dans la commune depuis 1793. Pour les communes de moins de 10 000 habitants, une enquête de recensement portant sur toute la population est réalisée tous les cinq ans, les populations de référence des années intermédiaires étant quant à elles estimées par interpolation ou extrapolation. Pour la commune, le premier recensement exhaustif entrant dans le cadre du nouveau dispositif a été réalisé en 2008.
En 2022, la commune comptait 1 585 habitants, en évolution de +3,59 % par rapport à 2016 (Calvados : +1,58 %, France hors Mayotte : +2,11 %).
| 1793 | 1800 | 1806 | 1821 | 1831 | 1836 | 1841 | 1846 | 1851 |
| ---- | ---- | ---- | ---- | ---- | ---- | ---- | ---- | ---- |
| 114  | 332  | 311  | 343  | 320  | 312  | 317  | 317  | 330  |

| 1856 | 1861 | 1866 | 1872 | 1876 | 1881 | 1886 | 1891 | 1896 |
| ---- | ---- | ---- | ---- | ---- | ---- | ---- | ---- | ---- |
| 271  | 293  | 289  | 303  | 303  | 329  | 360  | 324  | 327  |

| 1901 | 1906 | 1911 | 1921 | 1926 | 1931 | 1936 | 1946 | 1954 |
| ---- | ---- | ---- | ---- | ---- | ---- | ---- | ---- | ---- |
| 357  | 379  | 419  | 432  | 684  | 670  | 603  | 645  | 681  |

| 1962 | 1968 | 1975 | 1982 | 1990  | 1999  | 2006  | 2008  | 2013  |
| ---- | ---- | ---- | ---- | ----- | ----- | ----- | ----- | ----- |
| 729  | 727  | 758  | 889  | 1 062 | 1 341 | 1 546 | 1 605 | 1 549 |

| 2018  | 2022  | - | - | - | - | - | - | - |
| ----- | ----- | - | - | - | - | - | - | - |
| 1 560 | 1 585 | - | - | - | - | - | - | - |

## Économie et tourisme
Blonville-sur-Mer est commune touristique depuis septembre 2009.

## Culture locale et patrimoine

### Lieux et monuments

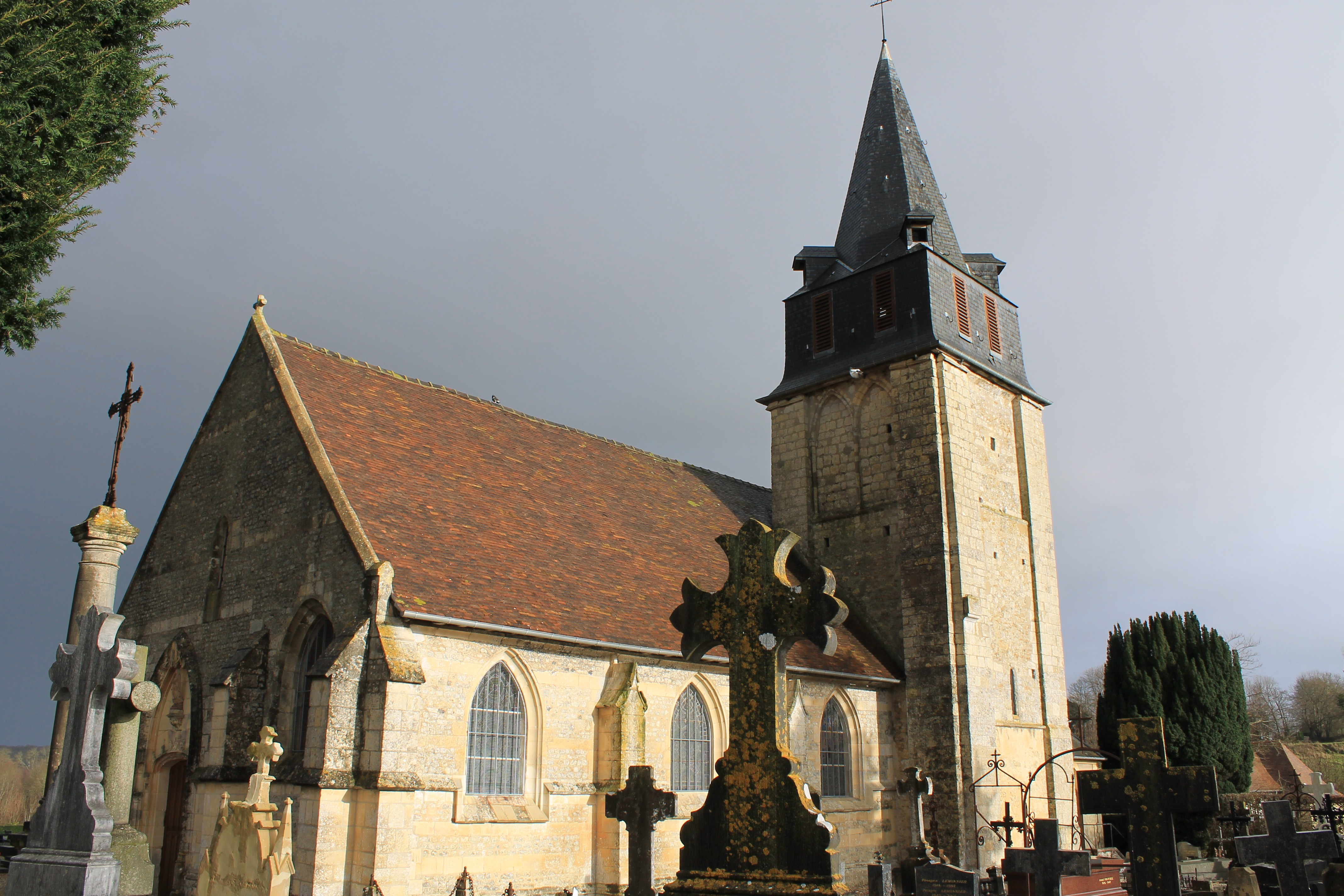
L'église Notre-Dame-de-la-Visitation.

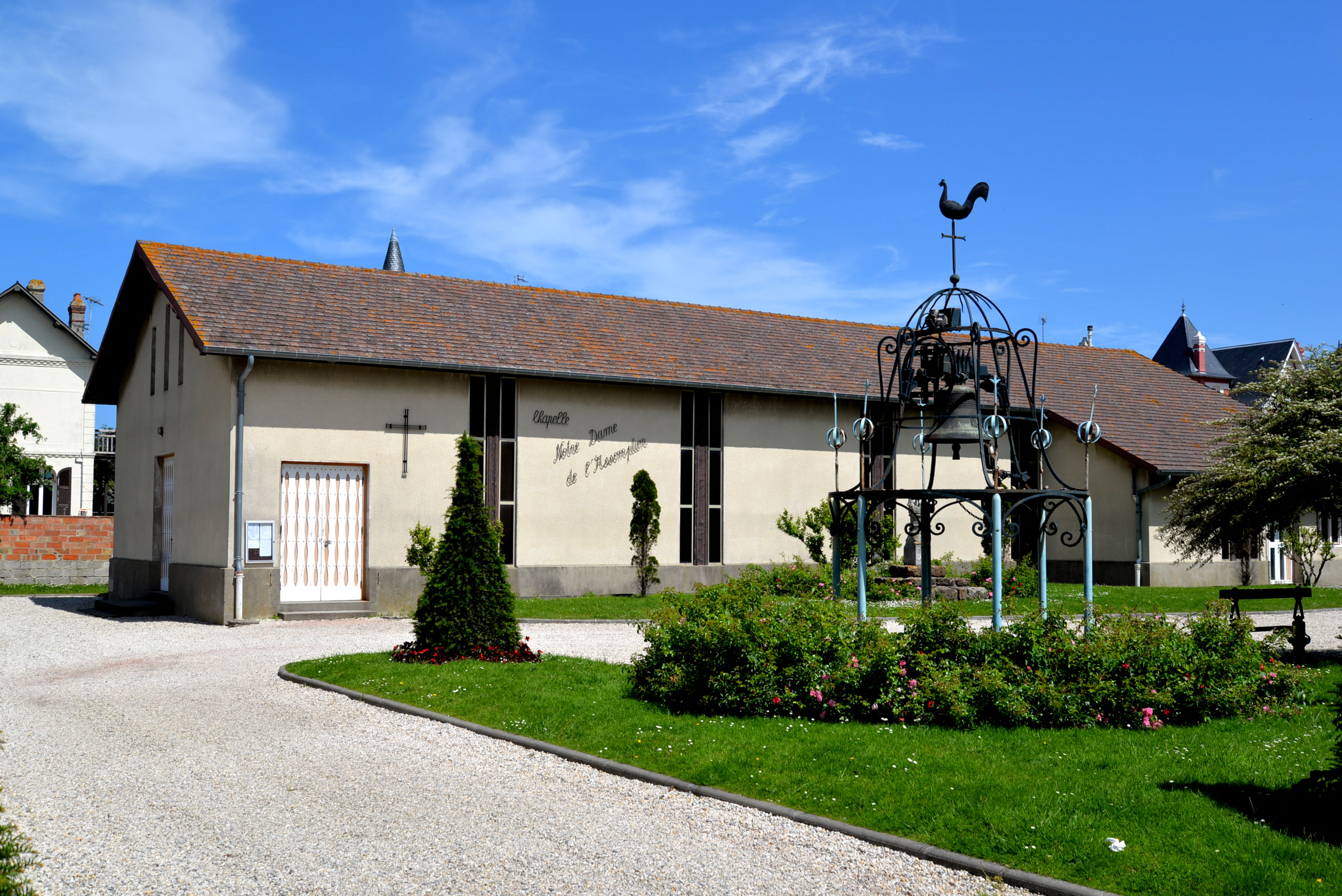
La chapelle Notre-Dame-de-l'Assomption.

- La partie la plus ancienne de Blonville est l'église Notre-Dame-de-la-Visitation, (XIe siècle) qui se trouve à trois kilomètres du centre actuel, à Blonville-Terre. Ses vantaux du XVIe siècle sont classés à titre d'objets aux monuments historiques[48]. C'est à cet endroit que se situe le cimetière de Blonville.
- Des maisons de maître, des manoirs du XVIIe siècle (notamment le manoir d'Anquetôt, auquel une chapelle privée est attenante) et des fermes anciennes parsèment la campagne entrecoupée de chemins creux et de champs de pommiers. Les villas du bord de mer sont tout autant splendides.
- La chapelle Notre-Dame-de-l'Assomption. Elle a été bâtie en 1954 pour répondre à la demande des Blonvillais vivant désormais en bord de mer pour la grande majorité d'entre eux. À l'époque, l'église Saint-Christophe de Benerville-sur-Mer étant plus proche que celle de Blonville-Terre, le culte à Blonville était déserté. C'est alors que le prêtre de l'époque créa une association pour récolter des fonds dans le but de construire une chapelle. Ce fut sur un terrain donné par des bienfaiteurs, rue Pasteur. La charpente de la chapelle était à l'origine celle d'un hangar démonté par la suite. Mais on remarque surtout ses fresques réalisées par Jean-Denis Maillart dans les années 1960. La capacité d'accueil de la chapelle est supérieure à celle de l'église de Blonville.
- Le sculpteur Pierre Culot a offert en 2003 aux Blonvillais la Porte de Blonville, sculpture composée de pierres et de briques qui marque l'entrée dans la ville en venant de la campagne.

## Patrimoine naturel
- Le marais de Blonville, accessible par de nombreux sentiers. En grande partie propriété du conservatoire du littoral. De nombreuses espèces d'oiseaux y sont présentes, en plus de bovins appartenant aux derniers agriculteurs de la commune. ZNIEFF 250020012

### Activité et manifestations
Chaque année et principalement en été, de très nombreuses manifestations occupent petits et grands. Depuis 15 ans, les deux traditionnels vide-greniers attirent exposants et chineurs en nombre.
Haut lieu de festivités jusqu'en 2018 par l'intermédiaire de sa discothèque Les Planches, des DJ français reconnus s'y produisirent, tels que David Guetta, DJ Snake ou encore Martin Solveig.
Depuis 2006, chaque année a lieu au printemps (en avril depuis 2007) le Festival des petites bobines dont Pierre Perret est le parrain. Ce festival connaît un succès croissant et propose des films destinés principalement à un public jeune. Une Bobine d'or est remise à l'issue du festival au film qui a été le plus apprécié des six jurés âgés de 8 à 13 ans. À noter que le conseil municipal n'a pas voté la subvention 2010, une 5e édition semble donc compromise.
En 2003, plusieurs scènes du film de Diane Kurys intitulé Je reste !, avec Sophie Marceau, Charles Berling et Vincent Pérez sont tournées dans une villa, sur la plage.

### Personnalités liées à la commune

#### Décès
- Jean Baud (1919-2012), créateur de Leader Price.

#### Autres
- Robert Gangnat, représentant de la société des auteurs dramatiques. C'est chez lui que Gaston Gallimard rencontre Marcel Proust pour la première fois, en août 1908[57].
- L'homme d'affaires Vincent Bolloré achète une villa en bord de mer en 2008[58].
- L'écrivain et résistant René Hardy (1911-1987) y vit de 1974 à 1982 dans une villa louée à un professeur de médecine[59].

### Héraldique
| Blason de Blonville-sur-Mer | Blason  | D'azur à la bande cousue de gueules chargée d'un léopard d'or armé et lampassé d'azur passant dans le sens de la bande, accompagnée en chef d'une étoile d'argent à sept rais et en pointe de trois besants d'or ordonnés en orle. DeviseTerra marique felix (Le bonheur sur terre et sur mer). |
| Blason de Blonville-sur-Mer | Détails | Le léopard d'or sur champ de gueules rappelle les armes de la Normandie. Le statut officiel du blason reste à déterminer. |